# 竜島温泉せせらぎの湯
竜島温泉せせらぎの湯（りゅうしまおんせんせせらぎのゆ）は、長野県松本市波田3452にある日帰り入浴施設。条例上の名称は「松本市竜島温泉施設」。2017年以降の指定管理者は株式会社奥原造園（法人番号：6100001012887）。

## 泉質
当施設の温泉（源泉名：「竜島温泉」）の泉質はアルカリ性の単純温泉（pH 9.1 - 9.2）で、泉温40.3℃、色はほぼ無色透明で、わずかに苦味・硫黄味を持つ。水位-420メートルから動力揚湯している。
適応症・禁忌症を「松本市公式観光情報 新まつもと物語」より引用する。

適応症（浴用）
神経痛・筋肉痛・関節痛・五十肩・運動麻痺・関節のこわばり・うちみ・くじき・慢性消化器病・痔疾・冷え性・病後回復期・疲労回復・健康増進
禁忌症（浴用）
急性疾患（特に熱のある場合）・活動性の結核・悪性腫瘍・重い心臓病・呼吸不全・腎不全・出血性疾患・高度の貧血・その他一般に病勢進行中の疾患・妊娠中（特に初期と末期）

## 歴史
1997年（平成9年）、美濃帯付加体を1,336.5メートルの深さまでボーリングし温泉を掘り当てることに成功。2000年（平成12年）5月、当時の東筑摩郡波田町が町営の温泉施設として当施設を開業した。2003年（平成15年）の年間利用客数は約11万2,000人であった。その後は同種施設の増加や、ガソリン価格の高騰といった要因により利用客数が減少し、サービスデーやスタンプカードといった施策を導入した。2017年以降は館内・庭園・遊歩道をリニューアルし、園芸やペン習字・健康維持推進目的の啓蒙活動など暮らしの為の文化講座も発足。2019年（令和元年）5月にはオーストリアのGilles社製ウッドチップボイラー（出力150kW）を導入し、灯油の節減や林業の活性化につなげている。
2019年コロナウイルス感染症による社会・経済的影響により入館客数に制限を設けるなど感染症対策を講じている。詳細は公式ウェブサイトを参照。

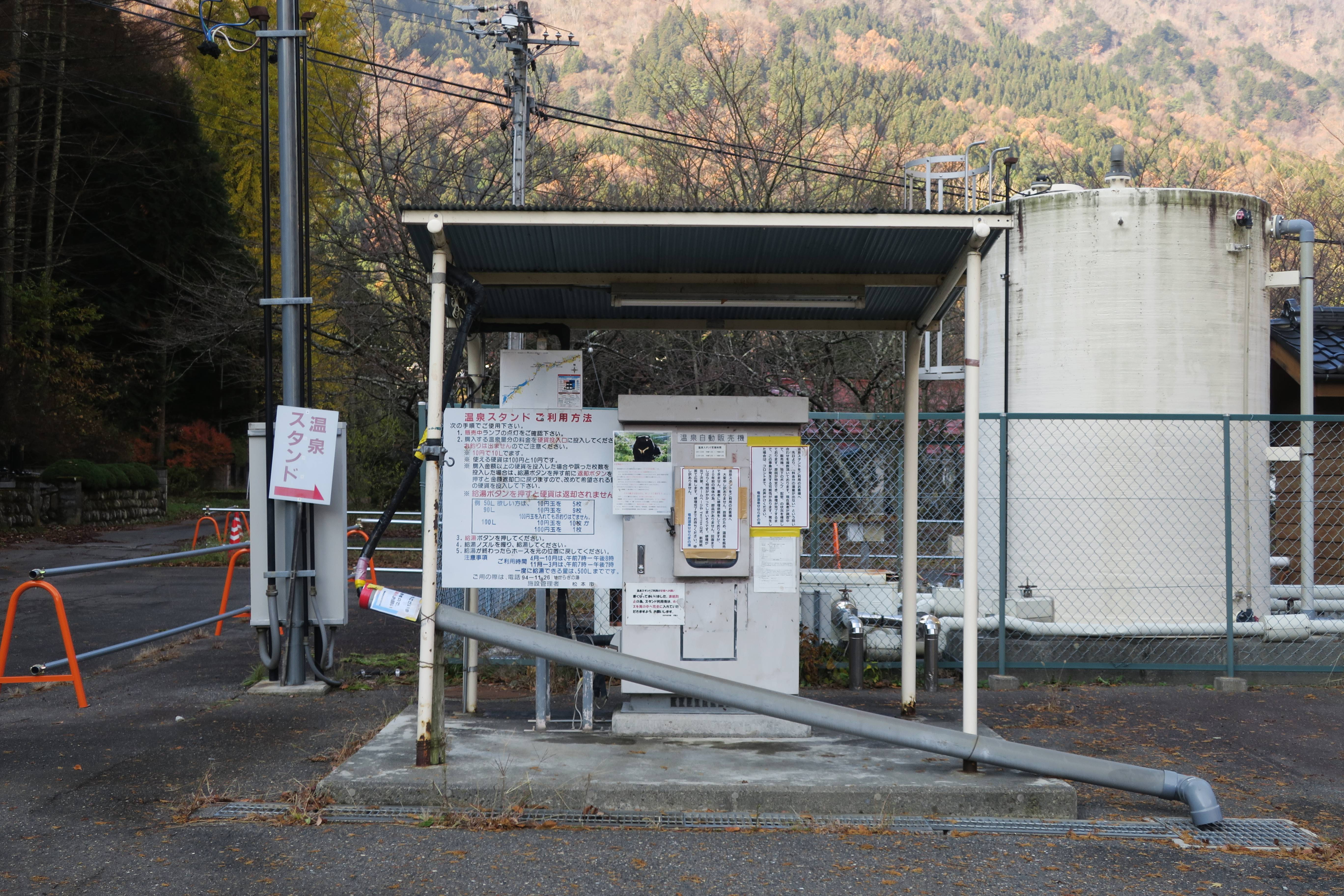
温泉スタンド（温泉自動販売機）
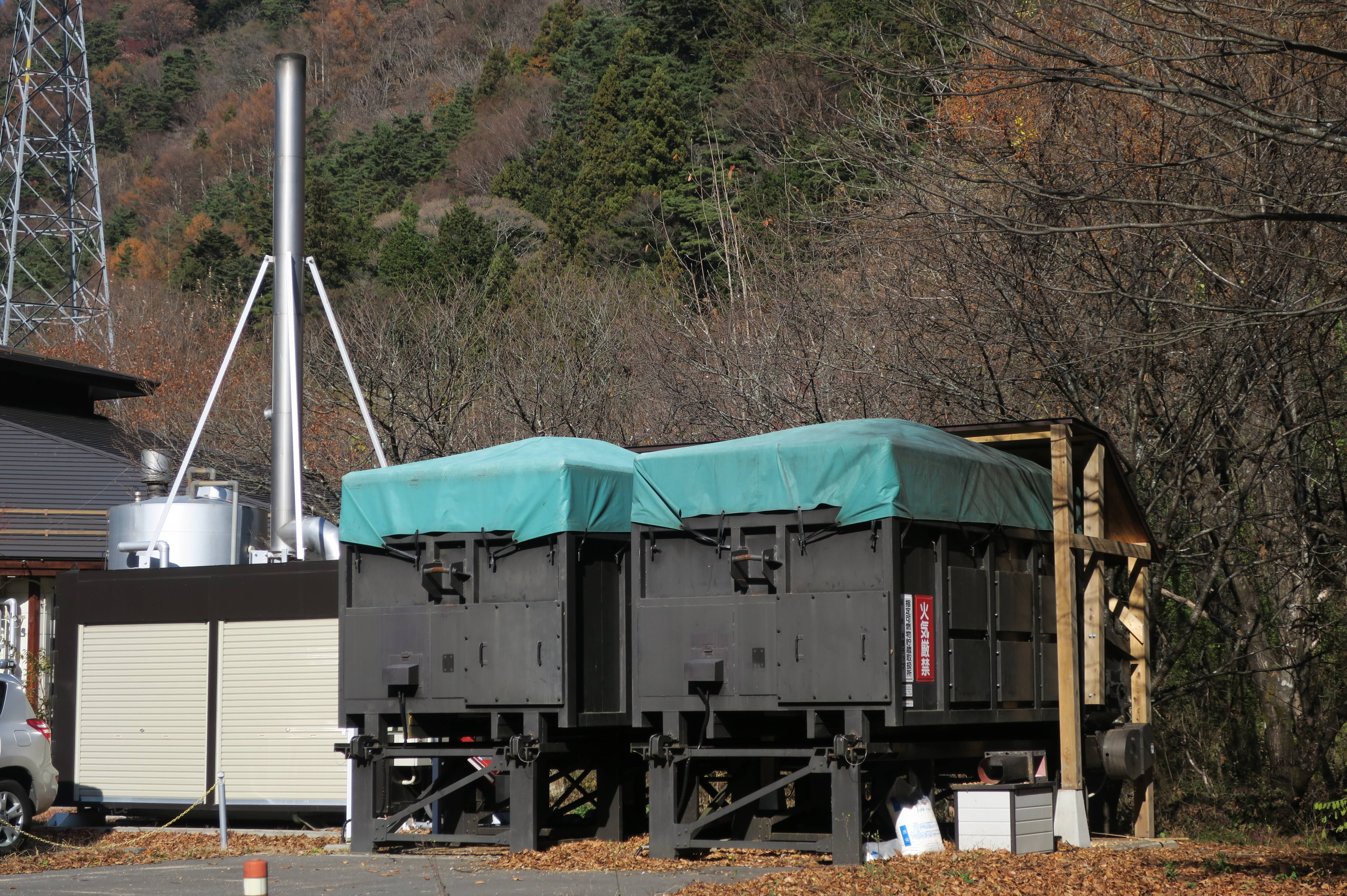
ボイラーコンテナ（左）と燃料サイロ（右）

## 交通アクセス
公共交通機関
アルピコ交通上高地線・新島々駅よりタクシーで約10分間。
自家用自動車
長野自動車道・松本インターチェンジから20キロメートル、自動車で約30分間。50台分の駐車場がある。